# Venus of the South Seas
Venus of the South Seas, aussi connu sous le nom Venus of the Southern Seas, est un film américain réalisé par James R. Sullivan et sorti en 1924.

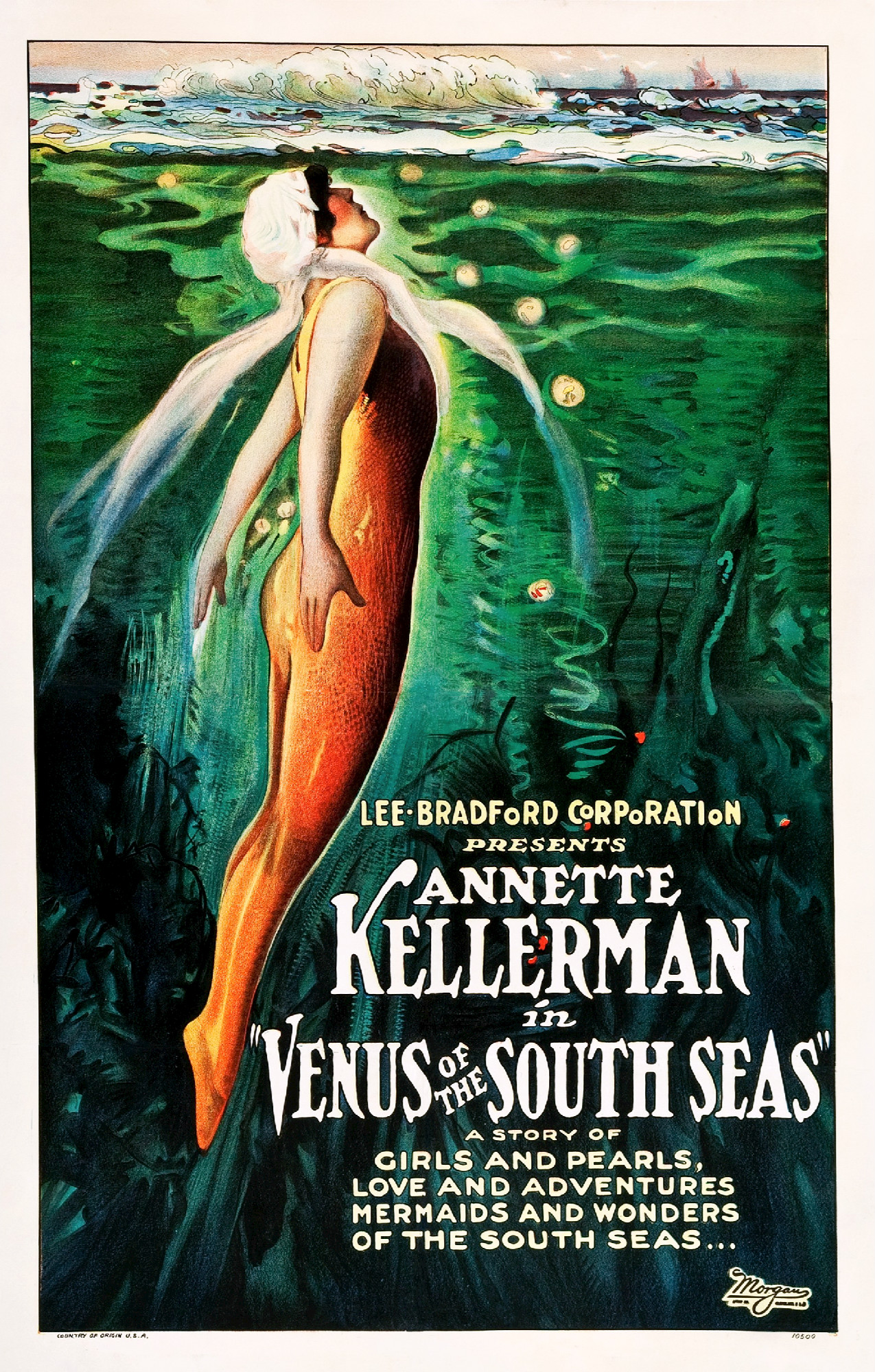
Affiche du film

Le film d'une durée de 55 minutes a été produit par une compagnie américane et tourné à Nelson (Nouvelle-Zélande). Il comporte de nombreuses scènes se déroulant sous l'eau. Le film, dont la dernière bobine est en procédé Prizmacolor, a été restauré par la Bibliothèque du Congrès en 2004,.

## Fiche technique
- Réalisation : James R. Sullivan
- Scénario : Alice Charbonnet-Kellermann (en)
- Production : Lee-Bradford Corporation
- Distributeur : Davis Distributing Co.
- Photographie : Fred Bentley
- Durée : 55 minutes
- Date de sortie : février 1924

## Distribution
- Annette Kellermann : Shona Royal
- Roland Purdu : John Royal

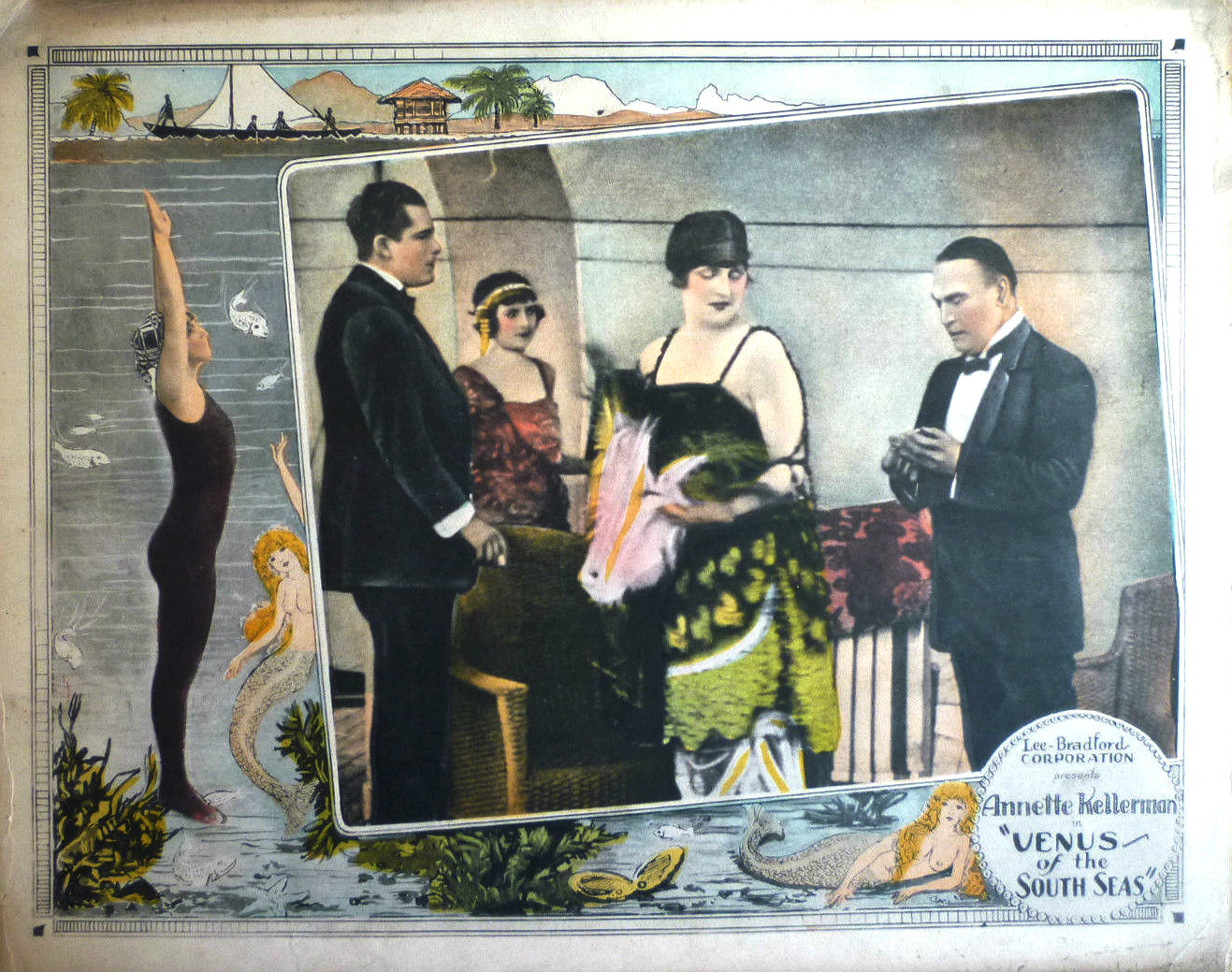
Carte promotionnelle du film

- Norman French : Captain John Drake
- Robert Ramsey : Robert Quane